# آرثر فنسنت
آرثر فنسنت (بالفرنسية: Arthur Vincent) هو لاعب اتحاد الرغبي فرنسي، ولد في 30 سبتمبر 1999 في فرنسا.

## وصلات خارجية
- آرثر فنسنت عل موقع إسبنسكروم (الإنجليزية)
- آرثر فنسنت على موقع ItsRugby.co.uk (الإنجليزية)